# 卡尔顿酒店 (毕尔巴鄂)

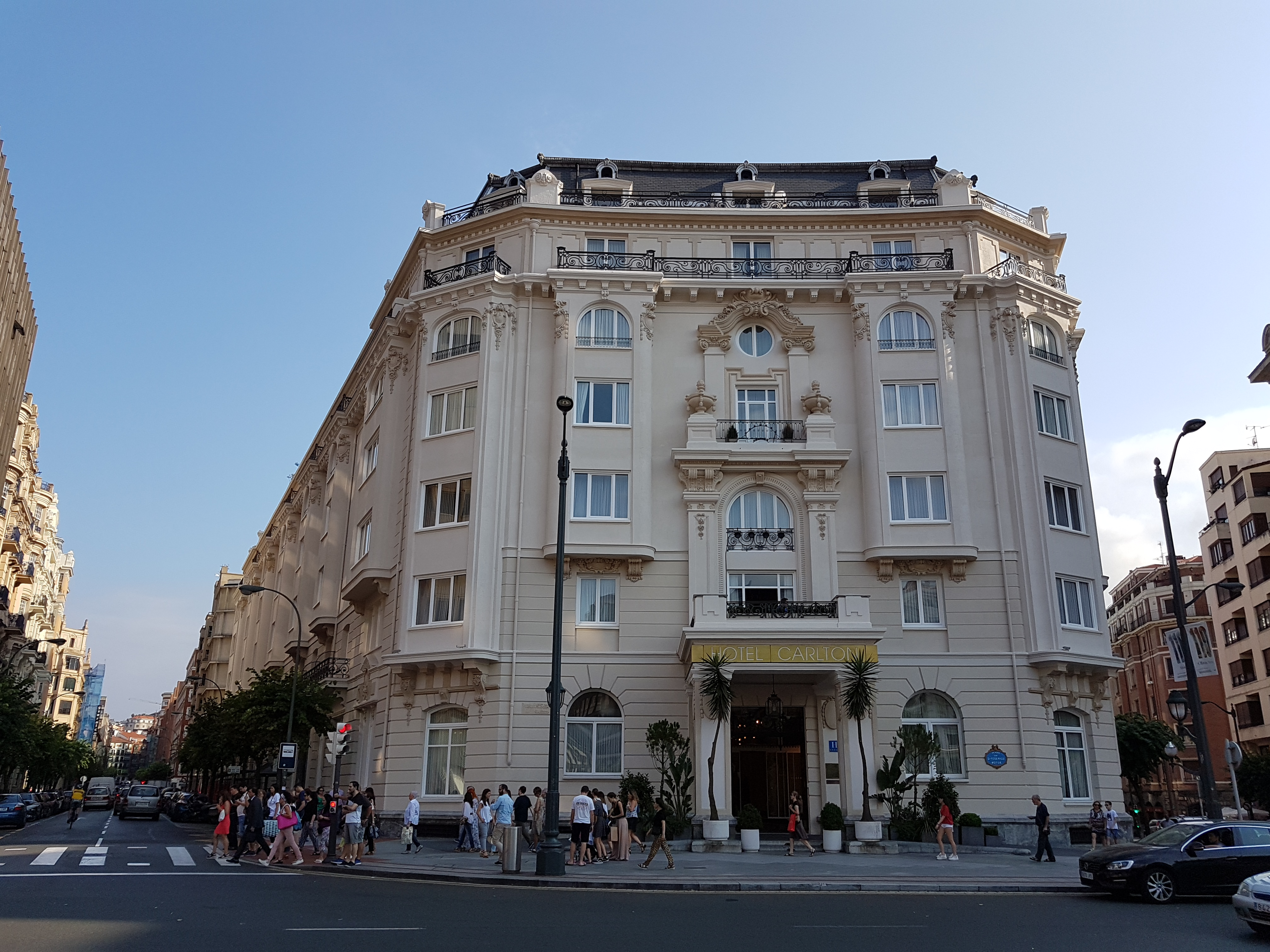

卡尔顿酒店大楼（edificio del Hotel Carlton）位于西班牙 比斯开省 毕尔巴鄂市中心的 莫尤阿广场（Plaza Moyúa）2号，是建筑师曼努埃尔•马里亚•史密斯（Manuel María Smith）最重要的作品之一。

## 历史
大楼建于1919年至1926年，为第二帝国风格，楼高六层。建筑一部分开设酒店，另一部分用于办公。内部使用大量的贵重材料，尤其是一楼大厅的天顶灯。
卡尔顿酒店的建筑不仅具有建筑价值，还具有重要的历史和象征意义，因为它是第一届巴斯克自治区政府的所在地, 还是毕尔巴鄂许多官方和文化活动的举办地。